# Agonóteta
Na Grécia Antiga, um agonóteta (em grego: ὰγωνοθέτης, transl. agonothétēs) era o presidente ou superintendente dos jogos sagrados. Primeiramente a pessoa que instituía os jogos e cobria as despesas era o agonóteta, mas em grandes jogos públicos, como os Jogos Olímpicos e os Jogos Píticos, esses presidentes eram os representativos de diferentes estados, ou eram escolhidos entre as pessoas em cujo país os jogos eram celebrados; portanto nos Jogos Píticos em Atenas dez atlótetas (athlothetae) eram eleitos por quatro anos para superintender as diversas competições.